# Hanco Germishuys
Pas d'image ? Cliquez ici

a Compétitions nationales et continentales officielles uniquement.

b Matchs officiels uniquement.
Dernière mise à jour le 6 février 2023.
Hanco Germishuys, né le 24 août 1996 à Kimberley (Afrique du Sud), est un joueur de rugby à XV américain d'origine sud-africaine évoluant au poste de troisième ligne aile ou de troisième ligne centre. Il joue avec l'équipe des États-Unis depuis 2016, et avec le club américain des SaberCats de Houston en Major League Rugby depuis 2023.

## Biographie
Hanco Germishuys est né à Kimberley en Afrique du Sud, mais émigre aux États-Unis avec son père en 2004 et s'installe à Omaha dans le Nebraska.

## Carrière

### En club
Hanco Germishuys commence à jouer au rugby en Afrique du Sud, avant de poursuivre aux États-Unis avec son lycée à Omaha. Il poursuit ensuite sa formation avec le club anglais de Gloucester Rugby, où il passe une saison, puis avec les Glendale Raptors. En 2015, il passe également quatre semaine au sein de l'académie des Natal Sharks dans son pays natal.
En 2016, il est recruté par l'équipe des Denver Stampede pour disputer l'unique saison du PRO Rugby. Lors de sa première saison au niveau professionnel, il marque six essais en neuf matchs.
Il rejoint en 2017 l'équipe amateure des Austin Huns (en) avec qui il joue une saison, finissant meilleur marqueur du championnat (avec 15 essais) et remportant le championnat national.
L'année suivante, il rejoint la franchise d'Austin Elite dans le tout nouveau championnat professionnel Major League Rugby pour la saison 2018. Avec cette équipe, il dispute six matchs pour autant d'essais marqués, et ses performances font qu'il est nommé dans la dream team de la saison de la MLR,.
Après une saison à Austin, il retourne jouer avec les Raptors de Glendale pour la saison 2019, entre-temps devenus participants de la Major League Rugby.
En 2020, il s'engage avec le Rugby United New York au sein du même championnat.
Il joue deux saisons avec New York avant de rejoindre les Giltinis de Los Angeles pour la saison 2022 de MLR.
Au terme de la saison, alors les Giltinis sont exclus du championnat pour des raisons financières, il s'engage avec les SaberCats de Houston pour la saison 2023 de MLR.

### En équipe nationale
Hanco Germishuys a joué avec l'équipe lycéenne des États-Unis entre 2010 et 2014, avant de représenter les États-Unis lors de l'épreuve de rugby à sept des Jeux olympiques de la jeunesse de 2014.
Il joue avec l'équipe des États-Unis des moins de 20 ans en 2014 et 2016, disputant à cette occasion le trophée mondial des moins de 20 ans. Il se fait surtout remarquer lors de l'édition 2016, où il est nommé meilleur joueur de la compétition après avoir marqué huit essais en quatre matchs.
Il est sélectionné pour la première fois avec l'équipe des États-Unis de rugby à XV en février 2016 en vue de l'Americas Rugby Championship 2016. Il connait sa première sélection le 27 février 2016 contre l'équipe du Brésil à São Paulo.
En septembre 2019, il est retenu dans le groupe de 31 joueurs américains sélectionné pour disputer la Coupe du monde au Japon. Il joue les quatre matchs de son équipe lors du mondial, en étant titularisé deux fois.

## Palmarès

### En équipe nationale
- Vainqueur de l'Americas Rugby Championship en 2017 et 2018.

## Statistiques
- 29 sélections depuis 2018 (dont 22 titularisations)[15],[2].
- 70 points (14 essais)
- Sélections par année : 1 en 2016, 1 en 2017, 9 en 2018, 10 en 2019, 6 en 2021, 2 en 2022.